# Championnats de France d'escalade de 2025
Navigation
Édition précédente Édition suivante
Les championnats de France d'escalade de 2025 se décomposent en trois week-ends : un pour chaque discipline.
Les championnats de France d'escalade de bloc ont eu lieu les 8 et 9 février à Anse, dans le département du Rhône. Les titres féminins et masculins sont remportés par Oriane Bertone et Adrien Lemaire.
Le championnat de France d'escalade de vitesse se déroule le 15 mars à Troyes, dans l’Aube. Une semaine plus tard, à Massy, se tiennent les épreuves de difficulté en para-escalade.
Les championnats de France d'escalade de difficulté ont eu lieu les 10 et 11 mai à Gémozac, en Charente-Maritime.

## Palmarès
| Bloc   | Or             | Argent               | Bronze         |
| ------ | -------------- | -------------------- | -------------- |
| Femmes | Oriane Bertone | Selma Elhadj Mimoune | Agathe Calliet |
| Hommes | Adrien Lemaire | Paul Jenft           | Max Bertone    |

| Vitesse | Or               | Argent            | Bronze          |
| ------- | ---------------- | ----------------- | --------------- |
| Femmes  | Manon Lebon      | Capucine Viglione | Eva Lina Rymasz |
| Hommes  | Pierre Rebreyend | Jérôme Morel      | Guillaume Moro  |

| Difficulté | Or          | Argent           | Bronze             |
| ---------- | ----------- | ---------------- | ------------------ |
| Femmes     | Manon Hily  | Elia Blondeau    | Ina Plassoux Djiga |
| Hommes     | Max Bertone | Jules Marchaland | Pierre Marzullo    |

## Déroulement

### Épreuves de bloc

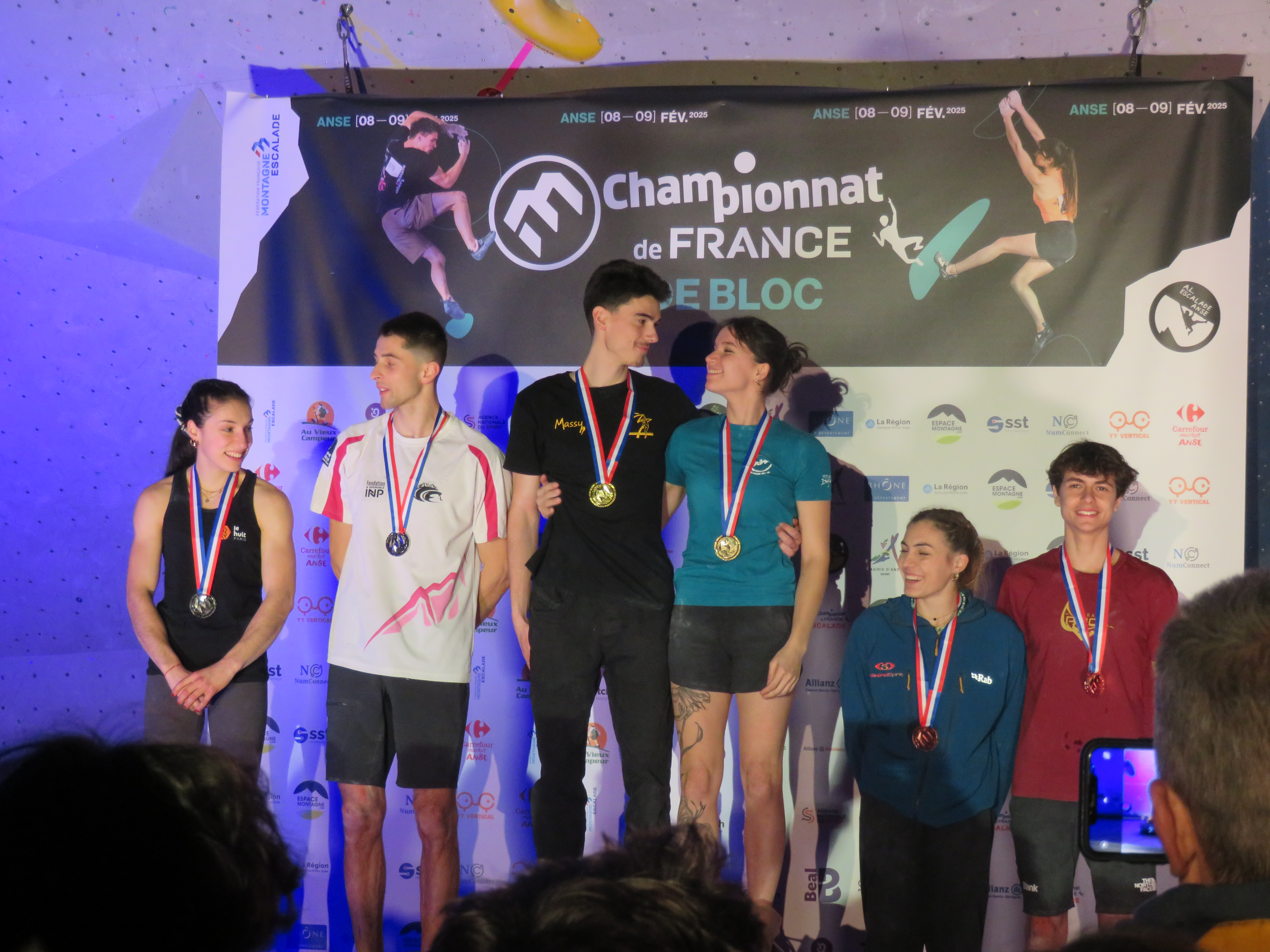
Le podium de la compétition de bloc

La compétition de bloc se déroule début février à la halle des sports d’Anse, organisée par le club local A.L. Escalade Anse. Pendant la phase de qualifications le samedi, les grimpeurs et grimpeuses sont départagés sur 5 blocs pour lesquels ils disposent de 5 minutes maximum. À l'issue des qualifications, les 20 meilleurs sont qualifiés pour la demi-finale, qui se déroule le soir même et sélectionne les 6 meilleurs pour les finales. Mejdi Schalck, tenant du titre chez les hommes, est le premier non qualifié. 
Les finales se déroulent le dimanche après-midi, les concurrents font face à 4 nouveaux blocs pour lesquels ils disposent de 4 minutes. Un temps annoncée non-participante, la championne en titre Oriane Bertone survole le tour de qualification, mais réussit moins en demi-finale ; elle parvient toutefois à conserver son titre lors de la finale.